# Let Love
Let Love é um  reality show brasileiro produzido pelo Multishow e pela Formata em parceira com o Globoplay. Baseado em no formato homônimo da ITV Studios na Holanda, conta com direção geral de Carla Barros. 
Com apresentação de Sabrina Sato e João Vicente de Castro, a primeira e única temporada foi exibida de 13 de novembro á 4 de dezembro de 2023 no streaming e no canal pago. 
A cada semana, os cinco episódios de cada ciclo estreiam juntos no streaming, já no Multishow, o programa é visto diariamente.

## Enredo
A ideia é acompanhar solteiros que começam a viver juntos logo após o primeiro encontro. O período de convivência será de vinte e quatro horas por dia por pelo cinco dias. A atração busca mostrar ‘momentos sensíveis e declarações de amor’ assim como todos ‘os momentos estranhos, conversas difíceis e silêncios constrangedores’. 

## Temporadas
| Ano  | Temporada     | Estreia                        | Número de episódios | Notas |
| ---- | ------------- | ------------------------------ | ------------------- | ----- |
| 2023 | 1.ª temporada | 13 de novembro - 4 de dezembro | 16                  | [ 4 ] |

## 1.ª temporada (2023)
| Ciclo   | Participantes                | 24hrs | 48hrs |
| ------- | ---------------------------- | ----- | ----- |
| Ciclo 1 | Rosa Santos e Arthur Pereira | Não   |       |
| Ciclo 1 | Adriana Russo e Diogo Rabêlo | Sim   | Sim   |
| Ciclo 1 | Mel Collona e Lucas Alves    | Sim   | Sim   |
| Ciclo 1 | Karina Perez e Júlia Devito  |       | Sim   |
| Ciclo 2 | Marlon e Gabriel             | Sim   | Sim   |
| Ciclo 2 | Syane e Danilo               | Sim   | Sim   |
| Ciclo 2 | Mari e Elias                 | Não   |       |
| Ciclo 2 | Stefany e Dynho              |       | Sim   |
| Ciclo 3 | Gê e Alex                    | Sim   | Sim   |
| Ciclo 3 | Paula e Athos                | Sim   | Sim   |
| Ciclo 3 | Carkis e Leilane             | Sim   | Sim   |